# Индекс репродукции
И́ндекс репроду́кции ({\displaystyle R_{0}}, в медицинской литературе часто базовое репродуктивное число; также базовый показатель репродукции, базовая скорость репродукции, основное репродуктивное число и др.) — безразмерный параметр, характеризующий заразность инфекционного заболевания в медицинской и ветеринарной эпидемиологии. Обычно определяется как количество индивидуумов, которые будут заражены типичным заболевшим, попавшим в полностью неиммунизированное окружение при отсутствии специальных эпидемиологических мер, направленных на предотвращение распространения заболевания (например, карантина). Если {\displaystyle R_{0}>1,} то на начальном этапе число заболевших будет расти экспоненциально.
Величина {\displaystyle R_{0}} для крайне заразных заболеваний — около 10 (корь — 11…15, ветрянка — 7…12, свинка — 11…14). Использование иммунизации понижает заразность заболевания, этот факт отражается так называемым эффективным репродуктивным числом {\displaystyle R=R_{0}-R_{0}\cdot I,} где {\displaystyle I} — доля иммунизированных в населении. В простой модели доля иммунного населения, которая останавливает экспоненциальный рост числа заражённых, равна {\displaystyle 1-1/R_{0}.} Поскольку эффективность вакцины не стопроцентна, охват вакцинации, необходимый для предотвращения вспышек ({\displaystyle R<1}) крайне заразных заболеваний, должен быть очень высок (96…99 %). В случае менее заразных заболеваний нужная для остановки эпидемии доля иммунного населения ниже: например, при {\displaystyle R_{0}=1{,}4} эта доля ниже 29 % и, если иммунитет сохраняется после выздоровления, распространение болезни прекратится после достижения этого процента выздоровевших. 
{\displaystyle R_{0}} невозможно замерить напрямую, его вычисленная величина зависит от избранной модели механизма заражения. Ли, Блейкли и Смит демонстрируют, как одни и те же данные могут дать существенные различия в {\displaystyle R_{0}} при использовании разных моделей и приводят обзор альтернатив для характеризации заразности. В случае сезонных заболеваний количество заражённых варьирует с временем года и потому фиксированное значение {\displaystyle R_{0}} неприменимо.

## Типичные значения
| Заболевание                                        | Способ передачи    | R0      |
| -------------------------------------------------- | ------------------ | ------- |
| Корь                                               | воздушный          | 12-18   |
| Ветряная оспа                                      | воздушный          | 10-12   |
| Эпидемический паротит                              | воздушно-капельный | 10-12   |
| Полиомиелит                                        | фекально-оральный  | 5-7     |
| Краснуха                                           | воздушно-капельный | 5-7     |
| Коклюш                                             | воздушно-капельный | 5,5     |
| Натуральная оспа                                   | воздушно-капельный | 3,5-6   |
| COVID-19 (уханьский штамм)                         | воздушно-капельный | 1,4-5,7 |
| Синдром приобретённого иммунного дефицита          | жидкости тела      | 2-5     |
| Тяжёлый острый респираторный синдром               | воздушно-капельный | 2-5     |
| Простуда                                           | воздушно-капельный | 2-3     |
| Дифтерия                                           | слюна              | 1,7-4,3 |
| Грипп (пандемия 1918 года)                         | воздушно-капельный | 1,4-2,8 |
| Эбола (эпидемия лихорадки Эбола в Западной Африке) | жидкости тела      | 1,5-1,9 |
| Грипп (пандемия 2009 года)                         | воздушно-капельный | 1,4-1,6 |
| Грипп (сезонные вариации)                          | воздушно-капельный | 0,9-2,1 |
| Ближневосточный респираторный синдром              | воздушно-капельный | 0,3-0,8 |

## История
Корни базовой концепции репродукции прослеживаются в работах Рональда Росса, Альфреда Лотки и других, но её первое современное применение в эпидемиологии было сделано Джорджем Макдональдом в 1952 году, который создал популяционные модели распространения малярии. В своей работе он ввёл числовой показатель скорости репродукции и обозначил его как Z0.

## Определения в конкретных случаях

### Связь с частотой контактов и периодом инфекции
Предположим, что заразные люди в среднем создают {\displaystyle \beta } заражающих контактов в единицу времени, со средним инфекционным периодом {\displaystyle \tau }. Тогда индекс репродукции:
{\displaystyle R_{0}=\beta \,\tau }
Эта простая формула предлагает различные способы уменьшения R0 и распространения инфекции. Можно уменьшить количество инфекционных контактов в единицу времени {\displaystyle \beta } путём уменьшения количества контактов в единицу времени (например, оставаясь дома, если заражение требует контакта с другими людьми для распространения) или применения средств, затрудняющих передачу инфекции (например, ношение какого-либо защитного оборудования). Также можно уменьшить инфекционный период {\displaystyle \tau } путём выявления, а затем изоляции, лечения или устранения (как это часто бывает с животными) инфекционных индивидуумов в кратчайшие возможные сроки.

### Связь со скрытыми периодами
Латентный период — это время перехода от случая заражения к проявлению заболевания. В случаях заболеваний с различными латентными периодами индекс размножения может быть рассчитан как сумма индексов репродукции для каждого случая перехода в заболевание. Примером этого является туберкулез. Бловер и соавторы рассчитывают следующий индекс репродукции:
{\displaystyle R_{0}=R_{0}^{\text{БЫСТРЫЙ}}+R_{0}^{\text{МЕДЛЕННЫЙ}}}
В их модели предполагается, что у инфицированных людей может развиться активный туберкулез путем прямого прогрессирования (заболевание развивается сразу после заражения), рассматриваемого выше как БЫСТРЫЙ туберкулез, или эндогенной реактивации (заболевание развивается спустя годы после заражения), рассматриваемого выше как МЕДЛЕННЫЙ туберкулез.

### Гетерогенные популяции
В популяциях, которые не являются однородными, определение R0 является более тонким. Определение должно учитывать тот факт, что типичный заразный человек не может быть средним человеком. Для отдельных общностей всего населения характерно явление суперраспространительства. Так, при среднем индексе репродукции для Covid-19 равном приблизительно 2,5—3, в Республике Корее пожилая сектантка, со слабыми симптомами, вопреки совету своего врача являлась на религиозные службы и в итоге заразила более ста человек. По некоторым оценкам, распространение инфекции во многом проходит в соответствии с правилом Парето 20/80 когда около 20 % инфицированных отвечают за 80 % заражений. Если вероятность заражения на ранних стадиях эпидемии отличается от вероятности на поздних стадиях, то вычисление R0 должно учитывать эту разницу. Подходящим определением для R0 в этом случае является «ожидаемое количество вторичных случаев, вызванных типичным инфицированным человеком в начале эпидемии».

## Методы оценки
Во время эпидемии, как правило, известно число диагностированных инфекций {\displaystyle N(t)} с течением времени {\displaystyle t}. На ранних стадиях эпидемии рост является экспоненциальным с логарифмической скоростью роста.
{\displaystyle K={\frac {d\ln N}{dt}}.}
Для экспоненциального роста {\displaystyle N} можно интерпретировать как совокупное число диагнозов (включая выздоровевших людей) или текущее число диагностированных пациентов; логарифмическая скорость роста одинакова для любого определения. Чтобы оценить {\displaystyle R_{0},} необходимы предположения о временной задержке между заражением и диагностикой и временем между заражением и началом заразности.
При экспоненциальном росте {\displaystyle K} связано с временем удвоения {\displaystyle T_{d}} как
{\displaystyle K={\frac {\ln 2}{T_{d}}}}.

### Простая модель
Если человек после заражения заражает {\displaystyle R_{0}} новых индивидуумов по прошествии определённого времени {\displaystyle \tau }, то число подверженных (не выздоровевших) индивидуумов с течением времени составляет
{\displaystyle n_{E}(t)=n_{E}(0)\,R_{0}^{t/\tau }.}
В этом случае
{\displaystyle R_{0}=e^{K\tau }} или {\displaystyle K={\frac {\ln R_{0}}{\tau }}.}
Например, если {\displaystyle \tau =5} д и {\displaystyle K=0{,}183} д−1, получим {\displaystyle R_{0}=2{,}5.}

### Скрытый инфекционный период, изоляция после диагностики
В этой модели отдельное инфицирование имеет следующие стадии:
1. Инфицированный незаразный: человек инфицирован, но не имеет симптомов и ещё не заражает других. Средняя продолжительность этого состояния {\displaystyle \tau _{E}.}
2. Скрытая (бессимптомный): человек инфицирован, не имеет симптомов, но заражает других. Средняя продолжительность скрытого инфицированного состояния составляет {\displaystyle \tau _{I}}. Человек заражает {\displaystyle R_{0}} других людей в течение этого периода. Следует отметить, что бессимптомный инфицированный может остаться в этом состоянии до конца времени заразности, но также перейти в симптомное состояние, то есть находиться в предсимптомном состоянии.
3. Изоляция[англ.] после постановки диагноза: принимаются меры для предотвращения дальнейших инфекций, например, путем изоляции пациента.

В терминах модели SEIR R0 может быть записано в следующей форме:
{\displaystyle R_{0}=1+K(\tau _{E}+\tau _{I})+K^{2}\tau _{E}\tau _{I}.}
Это следует из дифференциального уравнения для числа инфицированных незаразных лиц {\displaystyle n_{E}} и количества скрытых инфицированных людей {\displaystyle n_{I}},
{\displaystyle {\frac {d}{dt}}{\begin{pmatrix}n_{E}\\n_{I}\end{pmatrix}}={\begin{pmatrix}-1/\tau _{E}&R_{0}/\tau _{I}\\1/\tau _{E}&-1/\tau _{I}\end{pmatrix}}{\begin{pmatrix}n_{E}\\n_{I}\end{pmatrix}}.}
Для такой модели логарифмическая скорость роста {\displaystyle K} эпидемического процесса является функцией от {\displaystyle R_{0}} и равна максимальному собственному значению матрицы. Этот метод оценки был применён к COVID-19 и SARS. 
В особом случаев {\displaystyle \tau _{I}=0} эта модель приводит к {\displaystyle R_{0}=1+K\tau _{E},} который отличается от простой модели выше {\displaystyle (R_{0}=e^{K\tau _{E}}).} Например, с одинаковыми значениями {\displaystyle \tau =5} д и {\displaystyle K=0{,}183} д−1 получим {\displaystyle R_{0}=1{,}9,} а не {\displaystyle 2{,}5.} Разница обусловлена тонкой разницей в базовой модели роста; вышеприведённое матричное уравнение предполагает, что вновь заражённые пациенты могут начать передавать заболевание непосредственно после заражения; время {\displaystyle \tau _{E}} — это среднее время. Это различие показывает, что оценочное значение числа воспроизведения {\displaystyle R_{0}} зависит от базовой математической модели; если число репродукции оценивается по конкретной модели, эту же модель следует использовать для прогнозов на будущее.